# 畑明広
畑 明広（はた あきひろ、1984年〈昭和59年〉7月23日 - ）は、映画監督、脚本家、俳優。パリ在住。

## 略歴
1984年、兵庫県西宮市生まれ。上智大学外国語学部フランス語学科中退後、2003年、パリ第一パンテオン・ソルボンヌ大学映画学科入学。２００６年に卒業後、ラ・フェミス（La Fémis）監督科に入学後2010年に卒業。。 

## 監督作品

### 短編映画
- Les invisibles（2013年） - 兼脚本（共同脚本）
- À la chasse (2017) - 兼脚本（共同脚本）
- Corps solitaire（2018年） - 兼脚本（共同脚本）ドキュメンタリー映画

### 長編映画
- Grand Ciel （英題 : The Site）（2026年） - 兼脚本（共同脚本）

## 出演

### 短編映画
- Capucine（2009年） - 監督　Luis Nieto
- Jeunesse des loups-garous　（邦題 : 僕のウルフガール）(2015年) - 監督　Yann Delattre　第６８回カンヌ国際映画祭批評家週間出品
- Le visage（2017年） - 監督　Salvatore Lista　第７０回カンヌ国際映画祭批評家週間出品
- Près d'une étoile（2019年） - 監督　Jamel Zaouche
- Santa Maria Kyoko（2024年） - 監督　Félix Loizillon、Guil Sela

### ドラマ
- Carlos　第１話（2010年） - 監督　オリヴィエ・アサヤス